# Бескайнар (Коксуський район)
Бескайна́р (каз. Бесқайнар) — село у складі Коксуського району Жетисуської області Казахстану. Входить до складу Єнбекшинського сільського округу.
Населення — 707 осіб (2021; 828 у 2009, 684 у 1999, 666 у 1989).